# Wrose
Wrose – wieś w Anglii, w hrabstwie ceremonialnym West Yorkshire, w dystrykcie metropolitalnym Bradford. Leży 14 km na zachód od miasta Leeds i 280 km na północny zachód od Londynu.